# Serge Toubiana
Serge Toubiana  (Sussa (Tunísia), 15 d'agost del 1949) és el director de la Cinemateca Francesa.
Nasqueé en el protectorat francès de Tunísia. Establert a París, va ser durant molt temps director de Cahiers du Cinéma i és autor d'obres sobre el cinema, documentals sobre François Truffaut, Isabelle Huppert, Charles Chaplin, Amos Gitai. Ha dirigit les edicions en DVD de diverses pel·lícules de François Truffaut, Maurice Pialat, Alain Resnais, Michael Haneke, etc. Va ser comissari de l'exposició «Renoir/Renoir» el 2005, amb Serge Lemoine, i president del Museu d'Orsay.